# Майлз, Бен
Бенджамин Чарльз Майлз (англ. Ben Miles; род. 29 сентября 1966, Уимблдон, Большой Лондон или Лондон) — британский актёр, наиболее известный по главным ролям Патрика Мейтланда в телевизионной комедии Coupling (2000—2004), Монтегю Дарти в «Саге о Форсайтах» (2002—2003), телеведущего Роджера Даскомба в фильме «V — значит вендетта», Питера Таунсенда в сериале Netflix «Корона» (2016—2017) и Джорджа в 8-м эпизоде сериала «Романовы» (2018).

## Биография
Майлз родился в лондонском районе Уимблдон, в юности жил в Ашовере, Дербишир, посещая школу Tupton Hall School. Начал сниматься в школьных постановках, которые посещал в основном потому, что это позволяло ему пропускать занятия.
В 1990-х годах перешёл на телевидение, играл роли второго плана в таких сериалах, как «Зорро», «Солдат», «Законно ли это?», «Чисто английское убийство», « Peak Practice» и «Чудесный ты».
В 1997 году Майлз появился в немногословной крошечной роли журналиста в фильме Иэна Софтли «Крылья голубки», снискавшей широкое международное признание экранизации Генри Джеймса. В 1999 году получил роль Ричарда Мартина в фильме «Дотянуться до луны». В 2000-м на телевидении — роль Роберта Брауна в сериале «Cold Feet» и Патрика Мейтланда в комедийном «Coupling» (которую играл до окончания сериала в 2004 году). Параллельно съёмкам в «Coupling» появился в роли Монтегю Дарти телеверсии 2002-го года «Саги о Форсайтах» (это была первая совместная работа Майлза с Амандой Рут) и в «Главном подозреваемом» (2003). В 2004 году Майлз исполнил роль Чарльза Райдера в радиопостановке «Возвращение в Брайдсхед» на BBC Radio 4 . Тогда же на Би-би-си он сыграл одну из главных ролей в драме «Вещь, называемая любовью».
В 2005 году в телевизионной драме Би-би-си «Mr. Harvey Lights a Candle» Майлз сыграл роль учителя, взявшего компанию трудных учеников на однодневную экскурсию в Солсберийский собор. В 2006 году в теледраме «После Томаса» играл роль отца ребёнка-аутиста, работал с такими актёрами, как Клайв Мантл. В 2008 году в телесериале «Чуть свет — в Кэндлфорд» сыграл сэра Тимоти, сквайра, и на радио — Плантагенета Паллисера в «The Pallisers». В 2009 году в драме Би-би-си «Секс, город и я» играл роль главы фирмы, торгующей на фондовом рынке. В «Пульсе» он играл главную роль вместе Клэр Фой, с которой также снялся в «Обещании» в начале 2011 года, сразу после появления в сериале «Дзэн» на BBC One. Вместе снова потом они сыграли в телесериале «Корона».
Бен Майлз сотрудничает с режиссёром Джеймсом Мактигом: он снялся в его фильмах «V — значит вендетта» (2005) и «Ниндзя-убийца» (2009), спродюсированном тогда братьями Вачовски, а также в «Спиди-гонщике» Вачовских (2008).
В 2005 году на сцене Олд Вика Майлз сыграл Болингброка в постановке «Ричарда II» (вместе со своим тестем Гэри Рэймондом). 
В 2009 году он сыграл роль Тома в «Норманских завоеваниях» Алана Эйкборна, — и удостоился премии «Тони» в номинациях «Выдающееся возрождение пьесы» и «Выдающийся актёрский ансамбль».
Летом 2011 года в лондонском Вест-Энде в спектакле Comedy Theatre по пьесе Гарольда Пинтера «Предательство» Бен Майлз сыграл роль Роберта, его женой Эммой была Кристин Скотт Томас, в роли Джерри, его лучшего друга и её любовника,  треугольник завершал Дуглас Хеншолл; режиссёром выступил Ян Риксон. В том же 2011 году Майлз снялся в телефильме «Подозрения мистера Уичера» в роли доктора Стэплтона.
В 2014 году в постановке Королевской шекспировской труппой романов Хилари Мантел «Вулфхолл» и «Введите обвиняемых» сыграл Томаса Кромвеля в Стратфорде и в лондонском Театре Олдвич. В апреле 2015 года Королевская шекспировская труппа привезла эти спектакли на гастроли в Нью-Йорк и Майлз был номинирован на премию «Тони» в категории «Лучший ведущий актёр в пьесе».
В 2016 году предстал Питером Таунсендом в «Короне» Netflix, а также Герцогом Сомерсетом в сериале «Пустая корона: Война роз», цикле телеэкранизаций шекспировских хроник («Генрих VI, часть 1»  и «Генрих VI, часть 2»). В том же году снялся в «гостевой роли» канцлера Тома Пикеринга в эпизоде «Враг народа» сериала-анталогии «Чёрное зеркало».
В 2018 году сыграл солдата Джека Хейли в мини-сериале BBC Two «Collateral» и отца Саймона Джорджа Берроуза в сериале «Романовы», а также в Литтлтон-театре выступил в роли одного из братьев Леманов в постановке «The Lehman Trilogy».
В 2019 году сыграл в телесериалах BBC One «Захват» (коммандер Дэнни Харт) и «Дело Кристин Килер» (Джон Профьюмо).
В 2021 году появился в спин-оффе «Звёздных войн», телесериале «Андор».
Сотрудничал с Хилари Мантел в инсценировке её романа «Зеркало и свет» вест-эндским Гилгуд-театром, сыграл главную роль; был выбран английской писательницей для записи аудиоверсий её произведений.

## Личная жизнь
Майлз умеет играть на бас-гитаре, барабанах и гитаре. Женат на актрисе Эмили Рэймонд, которая снялась в фильме Love Lies Bleeding вместе с Фэй Данауэй; у них трое детей. Они также снялись вместе в эпизоде сериала Peak Practice, «Before The Lights Go Out» в 1999 году.